# Kharálambos Kastrantás
Kharálambos Kastrantás (en grec demòtic Χαράλαμπος Καστραντάς) (Trípoli, Arcàdia, 13 de març de 1991) és un ciclista grec actualment a l'equip Dare Viator Partizan. Combina la pista amb la carretera.

## Palmarès en pista
- 2011
  -  Campió de Grècia en Persecució
  -  Campió de Grècia en Madison
- 2012
  -  Campió de Grècia en Madison

## Palmarès en ruta
- 2014
  - 1r a La Gainsbarre
- 2017
  -  Campió de Grècia en ruta
  - 1r a la Volta a Sèrbia
- 2018
  - 1r al Gran Premi internacional de la vila d'Alger i vencedor d'una etapa
  - Vencedor d'una etapa a la Volta a Indonèsia
- 2019
  - 1r al Tour de Kosovo i vencedor de 3 etapes